# Typhlogastrura elsarzolae
Typhlogastrura elsarzolae är en urinsektsart som beskrevs av Palacios-Vargas och ?E. Thibaud 1997. Typhlogastrura elsarzolae ingår i släktet Typhlogastrura och familjen Hypogastruridae. Inga underarter finns listade i Catalogue of Life.